# Кјезабијанка (Парма)
Кјезабијанка је насеље у Италији у округу Парма, региону Емилија-Ромања.
Према процени из 2011. у насељу је живело 13 становника. Насеље се налази на надморској висини од 736 м.